# У Веньсюн
У Веньсюн (11 лютого 1981) — китайський важкоатлет.
Срібний призер Олімпійських Ігор 2000 року в категорії до 56 кг.
Переможець Азійських ігор 2001 року в категорії до 56 кг.
Срібний призер Чемпіонату Азії 2003 року.